# Контрабанда спермы палестинских заключённых
В израильских тюрьмах была организована контрабандная схема тайной передачи спермы палестинских заключённых, отбывающих наказание за терроризм, за пределы пенитенциарных учреждений для последующего оплодотворения жён. Схема была разработана террористом ХАМАС Аббасом ас-Сайедом и одобрена руководством ХАМАС и Палестинской администрации; с 2012 по 2021 год таким способом было зачато около 100 детей. 
Передача спермы выполняется различными способами, в том числе через маленьких детей во время свиданий. Сперма прячется в медицинских пипетках или других контейнерах, а затем используется для искусственного оплодотворения в палестинских клиниках. Палестинские врачи рекомендуют женщинам заранее сообщать соседям о подобных планах, чтобы избежать подозрений в измене, а палестинская фетва узаконивает эту практику при соблюдении ряда условий. 
Практика стала темой нескольких фильмов, включая документальный фильм «Контрабанда спермы» (2015), короткометражный фильм «Конфета» (2017) и иорданский фильм «Амира» (2021), вызвавший возмущение в палестинском обществе.
Пропалестинские источники одобряют контрабанду спермы заключённых, называя родившихся таким образом детей «послами свободы», в то время как произраильские источники критикуют подобную риторику за игнорирование преступлений террористов и замалчивание их жертв. 

## История
Изобретателем схемы считается Аббас ас-Сайед, член исламистской группировки ХАМАС, организовавший теракты-самоубийства в торговом центре «Ха-Шарон» и в отеле «Парк». Схема была одобрена лидером ХАМАС Абделем Азизом Рантиси и главой Палестинской администрации (ПА) Ясиром Арафатом.
Первым террористом, реализовавшим эту схему, стал Аммар Зибен, член ХАМАС, приговорённый к 32 пожизненным заключениям за организацию ряда терактов-самоубийств, включая взрывы на рынке «Махане-Иехуда» в 1997 году. 13 августа 2012 года, в Наблусе (Шхеме), в клинике «Разан», его жена Даляль Зибен родила мальчика. На момент рождения ребёнка Аммар уже 15 лет находился в израильской тюрьме «Адарим». Даляль рассказала, что забеременела, воспользовавшись спермой мужа, которую контрабандой вынесли из тюрьмы. Ребёнка назвали Муханнадом в честь одного из друзей отца, ставшего «шахидом».
В марте 2013 года стало известно ещё о нескольких палестинских женщинах, забеременевших, воспользовавшись спермой мужей, которую контрабандой вынесли из тюрем. В апреле 2013 года Высший совет богословов Палестинской национальной администрации издал фетву, разрешающую жёнам палестинских заключённых совершать искусственное оплодотворение с помощью спермы, переправленной мужьями из израильских тюрем.
В 2014 году в больнице «Шифа» в Газе родились близнецы, зачатые в результате передачи в сектор Газа «контрабандной спермы» палестинского заключенного Салиха Аюба Абдул Азиза Каддури, приговорённого к 14 годам заключения за террористическую деятельность.
Известным террористом, применившим этот приём, стал Валид Дака, осуждённый за организацию в 1984 году похищения, пыток, кастрации и убийства Моше Тамама, израильского военнослужащего. В 2020 году у Дака и его жены, благодаря контрабанде спермы, родился ребёнок.
Общее количество палестинских детей от заключённых-террористов, родившихся таким образом, к 2021 году оценивалось примерно в 100 человек.

## Методы передачи
Арабские адвокаты, посещающие заключенных, заявляют, что контрабанда спермы из израильских тюрем сложна, но осуществима. Хотя заключённые отделены от своих посетителей стеклянным барьером, маленьким детям разрешается обнять своих отцов, и потенциально они могут забрать у них подготовленные заранее «образцы». Не исключается содействие симпатизирующего заключённому тюремного охранника.
Точные способы передачи спермы часто скрываются. По данным опрошенных женщин, сперма передаётся, в том числе, в медицинских пипетках и прячется в различных передаваемых предметах. По словам палестинского врача Салима Абу Хайзарана, женщины приносят к нему в клинику сперму в самых различных контейнерах, от аптекарских пузырьков до пластиковых чашек. Со слов врача, в идеальных условиях сперма сохраняет свои свойства в течение 48 часов, а затем её приходится замораживать для дальнейшего использования при искусственном оплодотворении. Обычно женщины прибывают к нему со свежим семенным материалом, но иногда сперма прибывает в не слишком хорошем состоянии, и женщинам говорят, что им нужно сделать новую попытку.

## Общественный контроль
Палестинские врачи рекомендуют женщине заранее сообщить соседям о своих планах. По словам врача Абу Хайзарана, «Если вся деревня знает, что муж женщины сидит в тюрьме 10 или 15 лет, вид его беременной жены может вызвать разнотолки, и лучше этого избегать <…> Мы советуем такой женщине говорить односельчанам, что она получила образец спермы от мужа и что она собирается через несколько месяцев пройти искусственное оплодотворение».
Согласно фетве палестинских богословов, дети, рожденные таким способом, будут считаться законными при соблюдении ряда условий:
- Оба родителя сначала обязаны дать согласие на искусственное оплодотворение.
- Законным признаётся только первый ребенок, зачатый искусственным способом.
- Брак и начало половой жизни супругов должны относиться к периоду нахождения мужа на свободе.

- Процедура искусственного оплодотворения должна быть для супругов единственным способом зачать ребенка, а длительность тюремного заключения исключать для них возможность продолжить род после освобождения мужа по возрастным причинам.

- Процедура должна проводиться открыто, женским персоналом в официальных клиниках, в присутствии ближайших родственников мужа и жены.

## В культуре
В 2015 вышел палестинский документальный фильм Мухаммеда Мустафы ас-Савафа «Контрабанда спермы», спродюсированный катарским телеканалом «Аль-Джазира» и посвящённый одноимённой практике.
В 2017 на аналогичную тему был выпущен короткометражный фильм палестинского режиссёра Ракана Маяси «Конфета».
В 2021 году в Иордании вышел фильм «Амира», посвященный контрабанде спермы палестинских заключённых. По сюжету фильма, 17-летняя Амира была зачата «из пробирки», с помощью контрабандно вывезенной спермы своего отца — палестинского террориста, отбывающего срок в израильской тюрьме. Всю свою юность она провела, считая себя дочерью героя. Однако внезапно оказалось, что в той пробирке была сперма не заключённого мужа её матери, а одного из охранников тюрьмы, где тот сидел. Фильм вызвал резкое возмущение в палестинском обществе, в том числе, в связи с тем, что из-за него «ни один из более 100 палестинских детей „из пробирки“ не сможет быть уверенным, что его отец — действительно заключённый-террорист, а не охранник израильской тюрьмы». Министр культуры Палестинской администрации Атеф Абу-Саиф заявил: «Этот фильм — посягательство на достоинство палестинских заключенных, на их героизм, на великую историю их борьбы. Он наносит вред нашему национальному самосознанию и недвусмысленно подвергает осмеянию нашу историю».

## Оценки
Палестинская администрация, ХАМАС и пропалестинские СМИ одобряют и поощряют контрабанду спермы террористов из тюрем, называя детей, родившихся таким образом, «послами свободы», а ряд исследователей хактеризуют данную практику как форму «биополитического сопротивления».
Произраильские источники, в свою очередь, указывают на характер преступлений, за которые заключённые палестинские террористы отбывают свои наказания (убийства), и количество их жертв. Они критикуют палестинский нарратив за систематическое игнорирование и замалчивание этих аспектов явления.

### Комментарии
1. ↑  ХАМАС признан террористической организацией в ЕС, Австралии, Аргентине, Великобритании, Израиле, Канаде, Новой Зеландии, Парагвае, США и Японии, а также Организацией американских государств. Его деятельность также запрещена в Иордании и Египте.